# Ben Miller
Bennet Evan "Ben" Miller Bennet Evan "Ben" Miller (sinh ngày 24 tháng 2 năm 1966)  là một diễn viên hài, diễn viên kiêm đạo diễn người Anh. Anh được biết đến nhiều nhất là một nửa của cặp đôi hài hành động Armstrong và Miller, với Alexander Armstrong. Miller và Armstrong đã viết và đóng vai chính trong chương trình phác thảo Channel 4 cho sô diễn Armstrong and Miller, cũng như bản phác thảo của BBC The Armstrong & Miller Show. Miller cũng được biết đến với vai chính của DI Richard Poole trong hai tập đầu tiên của BBC Death in Paradise.

## Tiểu sử
Miller sinh ra ở Luân Đôn, Anh và lớn lên ở Nantwich, Cheshire. Ông nội của ông là một thợ may người Do thái người Litva di cư sang Anh và sống ở East End của Luân Đôn. Anh ta Anh hóa họ của mình. Cha của Ben, Michael Miller, là một giảng viên trong Văn học Mỹ tại City of Birmingham Polytechnic; và mẹ anh Marion đến từ xứ Wales, con gái lớn của Rose Elizabeth Lincoln, cháu gái thứ tám của Samuel Lincoln, và dạy tiếng Anh tại South Cheshire College. He has two younger sisters, Leah and Bronwen.
Miller học tại Malbank School and Sixth Form College, trường trung học địa phương anh học ở Nantwich, Cheshire. Anh học Khoa học tự nhiên tại Học viện St Catharine, Cambridge. Khi còn là sinh viên, anh đã tham gia diễn xuất sân khấu với Rachel Weisz, và cũng hẹn hò với cô. Anh tiếp tục học ở Cambridge nghiên cứu sinh tiến sỹ vật lý trạng thái rắn, với đề tài Novel quantum effects in low-temperature quasi-zero-dimensional mesoscopic electron systems.